# Марс 4
Марс 4 е съветска орбитален апарат от серията космически апарати (КА) от „програма Марс“, изстрелян към Марс на 21 юли 1973 г. в 19:30:59. Бил е част от четирите автоматични междупланетни станции, предназначени за изучаване на планетата. В групата влизат апаратите Марс 4 и Марс 5, които трябвало да влязат в орбита на Марс и да осигурят връзката със спускаемите модули, които летели с орбиталните апарати Марс 6 и Марс 7.
Теглото на станцията било: с горивото – 3440 kg, без него – 2270 kg.

## Преглед на мисията
Марс 4 е изстрелян с ракета-носител Протон с ускорителен блок Д от стартова площадка 81 на космодрума Байконур. Изстрелването се състои в 19:30:59 UTC на 21 юли 1973 г. като първите три степени поставят космическия апарат в ниска земна паркова орбита и последния ускорителен блок го извежда в хелиоцентрична орбита с курс към Марс.
Марс 4 достига до Марс на 10 февруари 1974 г. Поради дефект в електрониката, възникнал по време пътуването до Марс, спирачните двигатели не сработват и Марс 4 прелетял покрай планетата на разстояние около 2200 km. Прелитайки около планетата апаратът предава няколко снимки и данни за йоносферата на Марс, което е първо за от обратната страна на Марс.
Станцията се върти в орбита около Слънцето.